# Fun Size
Fun Size (no Brasil, Pequeno Problema, Mega Confusão) é um filme estadunidense do gênero comédia estrelado pela atriz e cantora Victoria Justice. O filme é da Paramount Pictures e da Nickelodeon Movies, e é dirigido por Josh Schwartz. O filme foi lançado em 26 de outubro de 2012 nos cinemas dos Estados Unidos como um fracasso de bilheteria, arrecadando apenas $10,911,519. No Brasil, o filme foi lançado diretamente em DVD em junho de 2013; e estreou  no Telecine Premium em 26 de setembro de 2013.

## Sinopse
Wren (Victoria Justice) é convidada para ir a uma festa de Halloween por seu grande amor, Aaron Riley (Thomas McDonell), mas ela também é ordenada por sua mãe, Joy (Chelsea Handler) a levar o seu excêntrico irmão mais novo, Albert, para pegar doces. Porém ele acaba fugindo, e ela precisa encontrá-lo antes que sua mãe descubra. Assim, ela acaba pedindo carona à um amigo 
, Roosevelt (Thomas Mann), e eles se unem para encontrar o irmão de Wren. Eles acabam passando por uma série de problemas para encontrá-lo e passam por algumas travessuras malucas.

## Bilheteria e Críticas
Fun Size estreou em 10º lugar nas bilheterias, ganhando 4,1 milhões dólares durante o primeiro fim de semana em 3.014 cinemas e uma média de 1,361 dólares por local. O filme foi um fracasso nas bilheterias, ganhando apenas $ 10,911,519 e também é a menor arrecadação de bilheteria do Nickelodeon Movies.
Fun Size recebeu críticas geralmente negativas dos críticos, com várias críticas ao humor adulto e conteúdo sexual. Rotten Tomatoes dá uma aprovação de 27%, com base em 64 comentários.

## Elenco
- Victoria Justice como Wren DeSantis
- Jane Levy como April Martin Danzinger Ross
- Thomas McDonell como Aaron Riley
- Chelsea Handler como Joy DeSantis
- Jackson Nicoll como Albert DeSantis
- Thomas Mann como Roosevelt Leroux
- Johnny Knoxville como Jörgen